# 하카타호

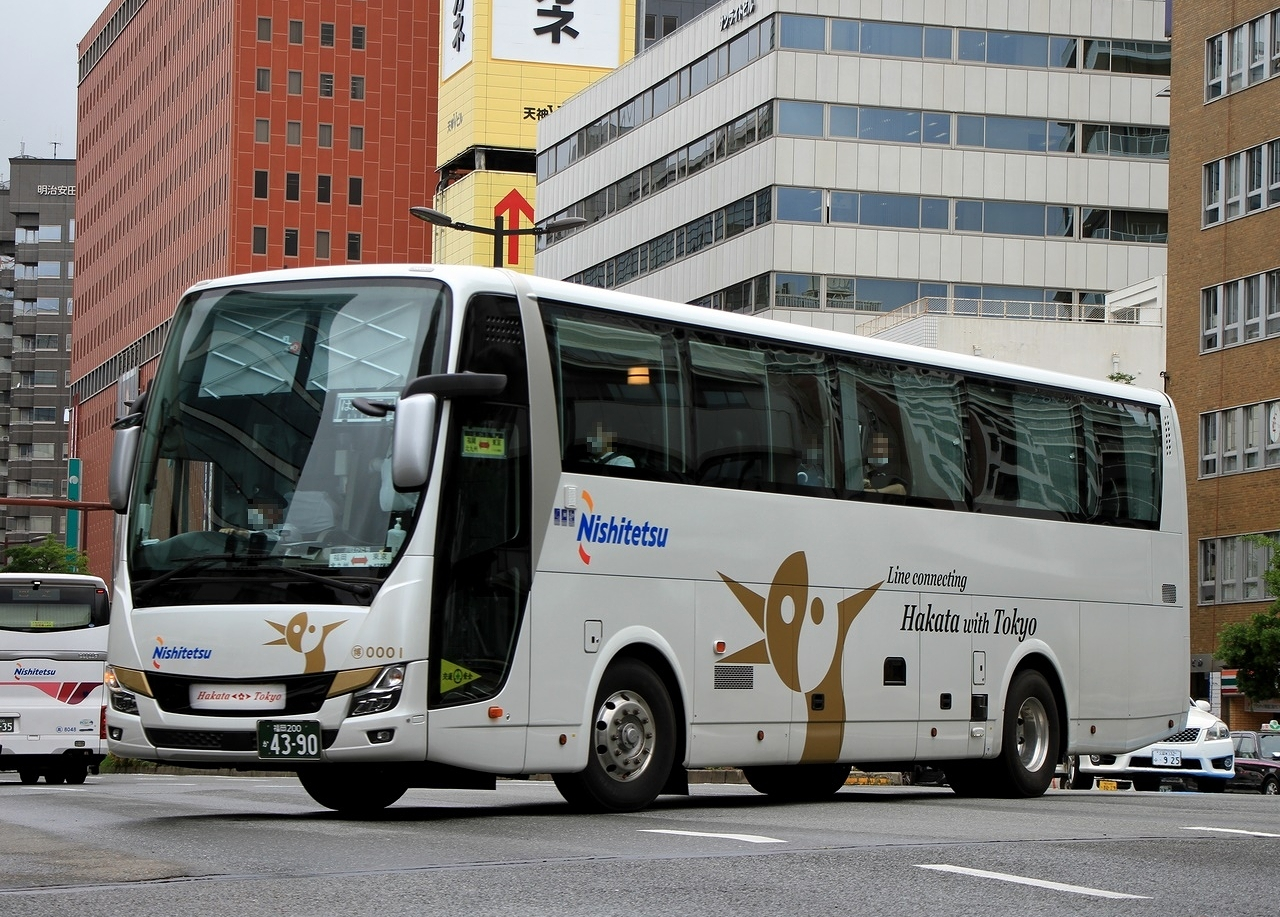
하카타호 (서일본 철도)

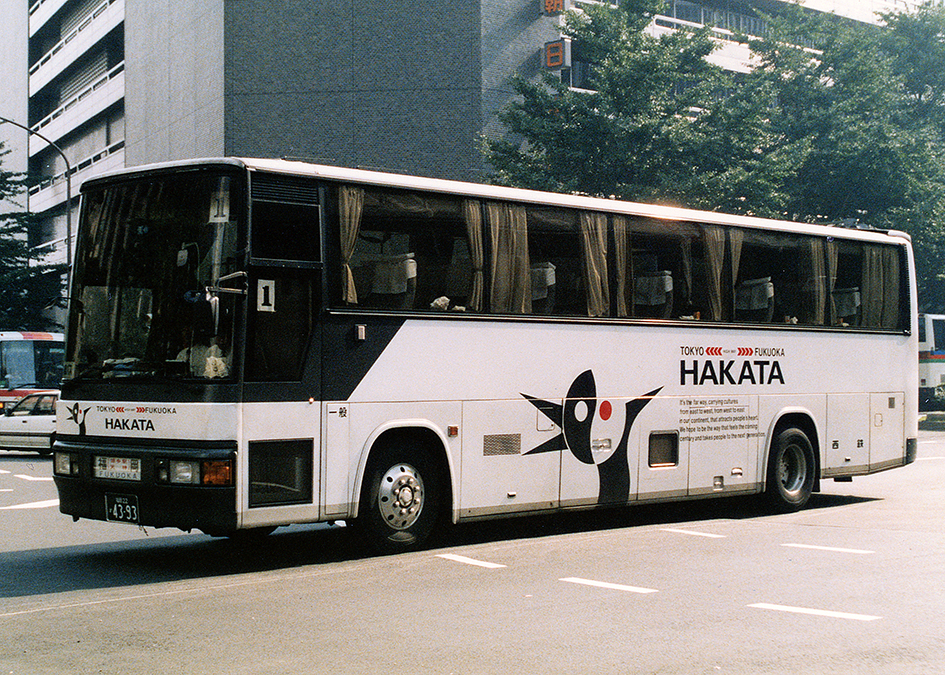
운행 초기 당시 차량

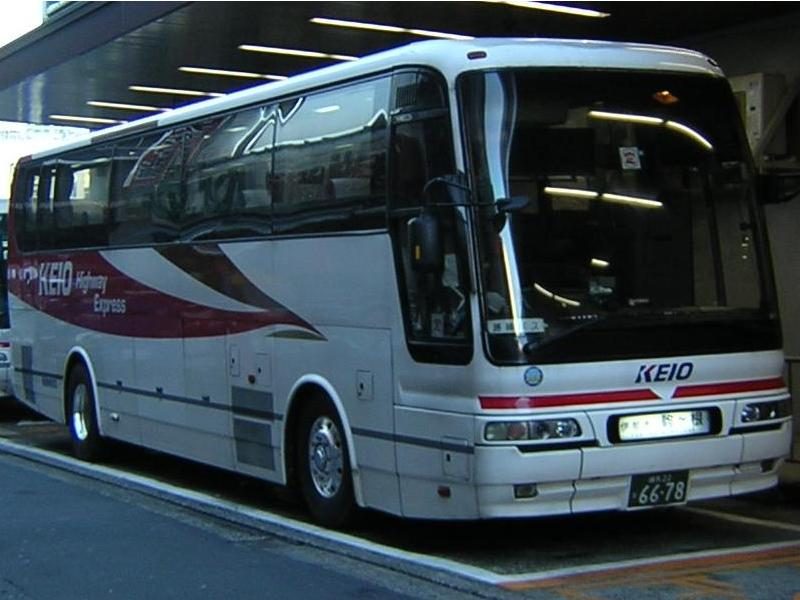
과거에 운행했던 게이오 전철 (현, 게이오 버스) 소속 차량

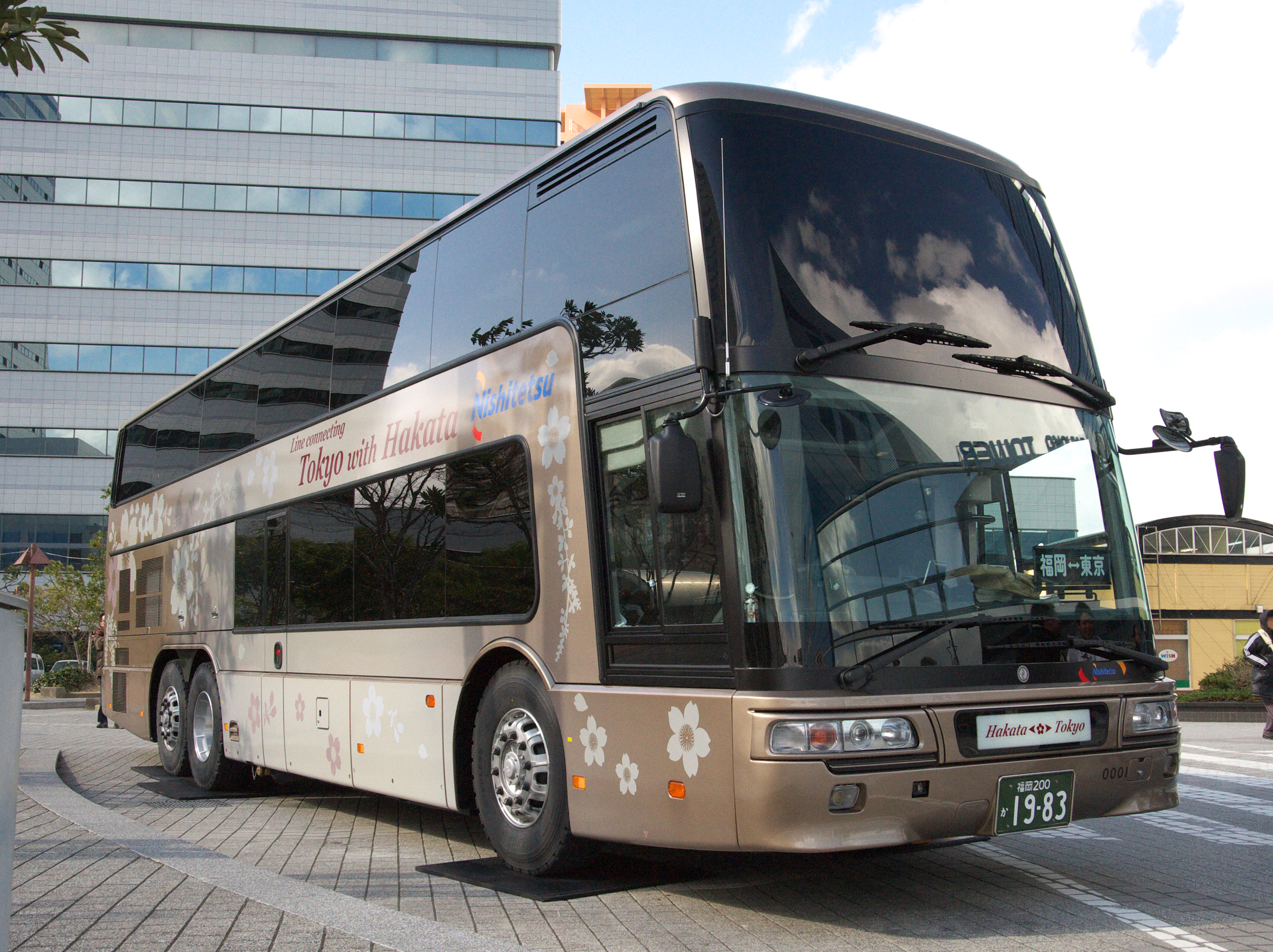
이층 버스 도입 당시 운행했던 미쓰비시후소 에어로킹 차량

하카타호(일본어: はかた号 하카타고오[*])는 후쿠오카현 후쿠오카시에서 도쿄도 시부야구 사이를 이어주는 고속버스 노선이다. 현재 이 노선은 서일본 철도가 운행 한다. 1990년에 신설된 노선으로 운행 초기에 1일 2회에 게이오 전철 (현, 게이오 전철 버스)과 공동 배차로 운행을 개시했다.

## 개요
후쿠오카시의 하카타 버스터미널(하카타역 인근), 니시테쓰 덴진 고속버스터미널과 도쿄도의 신주쿠역앞의 바스타 신주쿠를 연결하는 고속버스 노선이다. 개설 초기에 게이오 전철 소유인 신주쿠 고속버스 터미널에서 출발했다. 운행 초기에 기타큐슈를 경유하지 않고 곧바로 후쿠오카로 운행했고 2009년에 이층 버스를 도입해 운행한 적이 있다.
소요 시간은 도쿄 방면으로 14시간 39분, 후쿠오카 방면으로 14시간 17분으로 일본의 고속버스 노선 중 네 번째로 운행 거리는 1,097km로 현재 일본의 고속버스 노선 중 두 번째로 길며 오리온 투어 버스, 텐료 버스에서 운영 중인 도쿄역 ~ 하카타역(신야마구치역, 고쿠라역 경유) 구간을 운행하는 노선이 일본의 고속버스 노선 중 최장 거리 노선으로 소요 시간이 15시간 50분으로 거리는 1,110km이다. 이 노선이 운행 거리에 비해 상대적으로 소요 시간이 짧은 것은 전 구간을 고속도로로 운행하고 있기에 국도로 다니는 다른 고속버스 노선보다 매우 적은 편이다.
현재 도쿄에서 후쿠오카간 연결하는 대중교통 노선은 위에서 설명한 오리온 투어 버스, 텐료 버스에서 운행하는 심야 고속버스 이외에 신칸센의 노조미, 도쿄와 규슈를 연결하는 항공편, 기타큐슈항~도쿄항 구간을 연결하는 페리 노선이 있다.

## 역사
- 1990년 10월 12일 - 노선 개설 및 서일본 철도와 게이오 전철(현, 게이오 전철 버스)와 공동 운행. 개설 초기 1일 2회 배차에 회사마다 왕복 1회 운행.(당시 주오 자동차도 경유)
- 1991년 - 서일본 철도가 에이단 지하철(현, 도쿄 메트로) 전 노선에 노선 홍보를 개시.
- 1992년 11월 11일 - 히로시마 나들목 ~ 야마구치 나들목 구간 운행 시 주오 자동차도에서 산요 자동차도 경유로 변경. 단 출발 및 도착 시간은 그대로 유지됨.
- 1993년 12월 26일 - 히로시마 나들목  ~ 후쿠사키 나들목 구간 운행 시 반탄 연결도, 산요 자동차도 경유로 변경되면서 소요 시간이 14시간 30분으로 단축.
- 1997년 12월 10일 - 고베 나들목 ~ 히가시히메지 나들목 구간 운행 시 반탄 연결도, 산요 자동차도 경유로 변경되면서 소요 시간이 14시간 20분으로 단축.
- 1999년 1월 18일 - 게이오 전철 차량 운행 종료. 서일본 철도 단독 운행 및 1일 1회로 감축 운행. 단, 게이오 전철은 신주쿠 고속버스 터미널에서 예약 및 발권 서비스 유지.[4]
- 2009년 6월 - 이용객 수 21,000명 돌파.[5]
- 2009년 12월 22일 - 2층 버스 운행 개시. 운행 당시 프리미엄, 비즈니스, 이코노미 좌석으로 구성됨.[6]
- 2012년 12월 20일 - 기타큐슈시 정차 개시.(구로나키 나들목(히키노구치), 수나츠 버스 센터, 고쿠라역 경유로 변경.) 단, 하카타 버스터미널, 니시테쓰 덴진 고속버스터미널 예매 시 500엔 할인.[7]
- 2013년 4월 1일 - 프리미엄 좌석 요금 인하.
- 2014년 9월 1일 - 스낵 서비스 종료.
- 2014년 12월 19일 - 2층 버스 차량 운행 종료 및 이코노미 좌석 서비스 종료[8]. 이와는 별도로 하카타 버스터미널 탑승 시 35번 출구에서 36번 출구로 변경 및 산카이치 나들목 ~ 고텐바 나들목 구간 운행 시 도메이 자동차도 경유에서 신도메이 자동차도 경유로 변경.[9]
- 2015년 12월 4일 - 차량 좌석이 리뉴얼 개시.[10]
- 2016년 4월 4일 - 신주쿠 고속버스 터미널 영업 종료 및 터미널이 바스타 신주쿠로 이전.
- 2017년 7월 1일 - 프리미엄 좌석에 한해 Japan Connected-Free Wi-Fi 서비스 개시.[11]
- 2019년 10월 1일 - 소비세 인상으로 인한 운임 인상.[12]
- 2020년 4월 11일 - 코로나바이러스감염증-19로 인해 운행 중단.
- 2020년 7월 1일 - 운행 재개 및 운행 30주년을 기념하기 위해 차량 교체.[13]
- 2020년 8월 1일 - 같은 날 고속버스 돈타쿠호와 동시에 여성 전용 좌석 서비스 종료.[14]
- 2021년 2월 23일 - 인터넷 예매 개시.[15]

## 운행 회사
- 서일본 철도 (담당처 : 하카타 영업소)

## 운행 차종
- 미쓰비시후소 에어로 버스

## 운행 노선
| 지역       | 정류소                       | 비고 |
| ---------- | ---------------------------- | ---- |
| 후쿠오카현 | 하카타 버스터미널            |      |
| 후쿠오카현 | 니시테쓰 덴진 고속버스터미널 |      |
| 후쿠오카현 | 구로사키 나들목              |      |
| 후쿠오카현 | 수나츠 버스 센터             |      |
| 후쿠오카현 | 고쿠라역 버스 센터           |      |
| 도쿄도     | 바스타 신주쿠                |      |

## 차내 서비스
- 화장실
- 발판
- 레그레스트
- 담요
- 슬리퍼
- 수건
- 음료

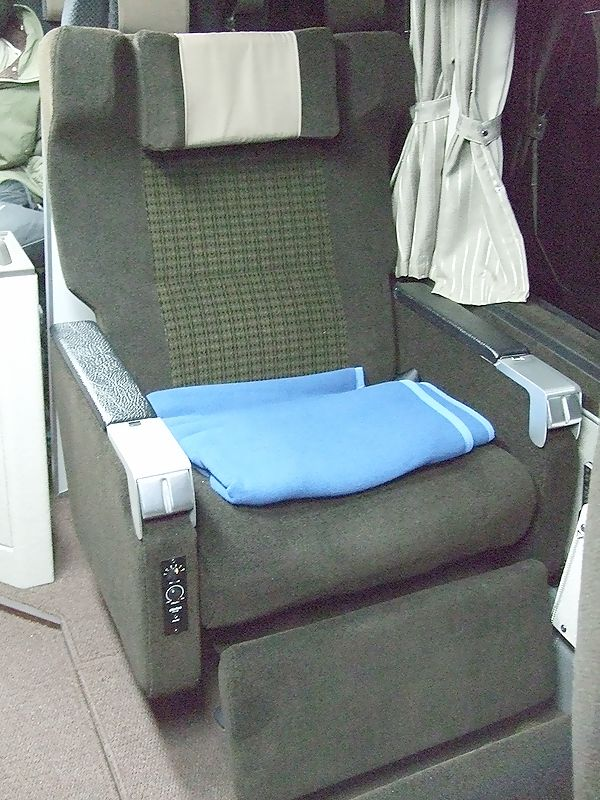
하카타호의 프리미엄 좌석 (2층 버스 사양)

- 충전용 USB 포트 (프리미엄 2개, 비지니스 1개)
- 무선 휴대전화 충전기 (프리미엄만 해당)
- 개인용 커튼
- 전동식 대형 리클라이닝 기능 (프리미엄만 해당)
- 히터 기능 (프리미엄만 해당)
- 좌측 송풍 기능 (프리미엄만 해당)
- 어메니티 세트 제공 (프리미엄만 해당)

## 하카타호와 동일한 최장 노선
- 라이온즈 익스프레스(영어: Lions Express, 일본어: ライオンズエクスプレス 라이온즈에쿠스푸레스[*]) : 1,170km (운행 초기) /15시간 20분 (하행 기준) - 2011년 12월 1일부터[16][17] 2015년 5월 16일까지 니시테쓰 덴진 고속버스터미널 ~ 세이부 관광 버스 오미야 사무소 구간을 운행했던 노선으로[18] 운행 당시 세이부 관광 버스, 니시테츠 고속버스와 공동 배차로 운행 했으며 당시 일본의 고속버스 노선 중 최장 거리 노선이다.
- 이와미 익스프레스(일본어: いわみエクスプレス 이와미 에쿠스푸레스[*]) : 15시간 36분 -  1996년 4월 26일부터 2016년 9월 10일까지 신키바역 ~ 쓰와노역 구간을 운행했던 고속버스 노선으로 당시 주고쿠 JR 버스, 이와미 교통이 공동 배차로 운행했다.
- 텐료 라이너(영어: TenryoLINER, 일본어: 天領ライナー 텐료오라이나아[*]) : 15시간 50분 - 텐료 버스가 도쿄역 ~ 하트 버스 스테이션 하카타 구간을 운행하는 노선으로 하카타호와 달리 신야마구치역을 경유한다. 과거에 로얄 버스에서 로얄 익스프레스(일본어: ロイヤル·エクスプレス 로이야루 에쿠스푸레스[*])란 브랜드로 동일한 구간을 운행 했으나 2017년 3월 31일에 운행 중단과 동시에 공동 배차에서 철수 했다.
- 하기 익스프레스(일본어: 萩エクスプレス 하기 에쿠스푸레스[*]) : 14시간 39분 - 도쿄역 ~ 하기 버스 센터 구간을 운행하고 있으며 1993년 4월 24일에 신설된 고속버스 노선으로 개설 초기 게이큐 전철(현, 게이큐 관광 버스), 보초 교통과 공동 배차로 운행 했으나 2007년 6월 1일에 게이큐 관광 버스가 철수하면서 보초 교통이 단독 운행으로 변경되었고 같은 해 8월 10일에 도쿄역으로 변경되었다.
- 하카타·후지야마 익스프레스(일본어: 博多・フジヤマエクスプレス 하카타·후지야마 에쿠스푸레스[*]) : 14시간 30분 - 2014년 8월 2일부터 2018년 3월 31일까지[19] 니시테쓰 덴진 고속버스터미널 ~ 가와구치코역 구간을 운행했던 노선으로 운행 거리는 1,065km로 운행 당시 일본의 고속버스 노선 중 네 번째로 최장 거리 노선으로 운행 당시 서일본 철도, 후지큐 버스와 공동 배차로 운행 했다.[20]
- 후쿠후쿠 도쿄호·드림후쿠호(일본어: ふくふく東京号・ドリームふくふく号 후쿠후쿠 토오쿄오고오 도리이무 후쿠후쿠 고오[*]) - 1991년 3월 28일부터 2006년 11월 30일까지 도쿄역 ~ 시모노세키역 구간을 운행했던 고속버스 노선으로 운행 거리는 1,093km로 운행 당시 산덴 교통, 주고쿠 JR 버스와 공동 배차로 운행했다.